# Chaire à prêcher de l'église Saint-Maudez de Landebaëron
La chaire à prêcher de l'église Saint-Maudez à Landebaëron, une commune du département des Côtes-d'Armor dans la région Bretagne en France, est une chaire datant de 1668. La chaire est classée monument historique au titre d'objet depuis le 25 janvier 1977.
Les balustres ainsi que la chaire et son escalier ont été confectionnés à partir d'un des ifs du cimetière. 
De part et d'autre de la chaire se trouvent les statues de saint Roch et saint Yves, datant du XVIIIe siècle. 